# دكة (عمارة)

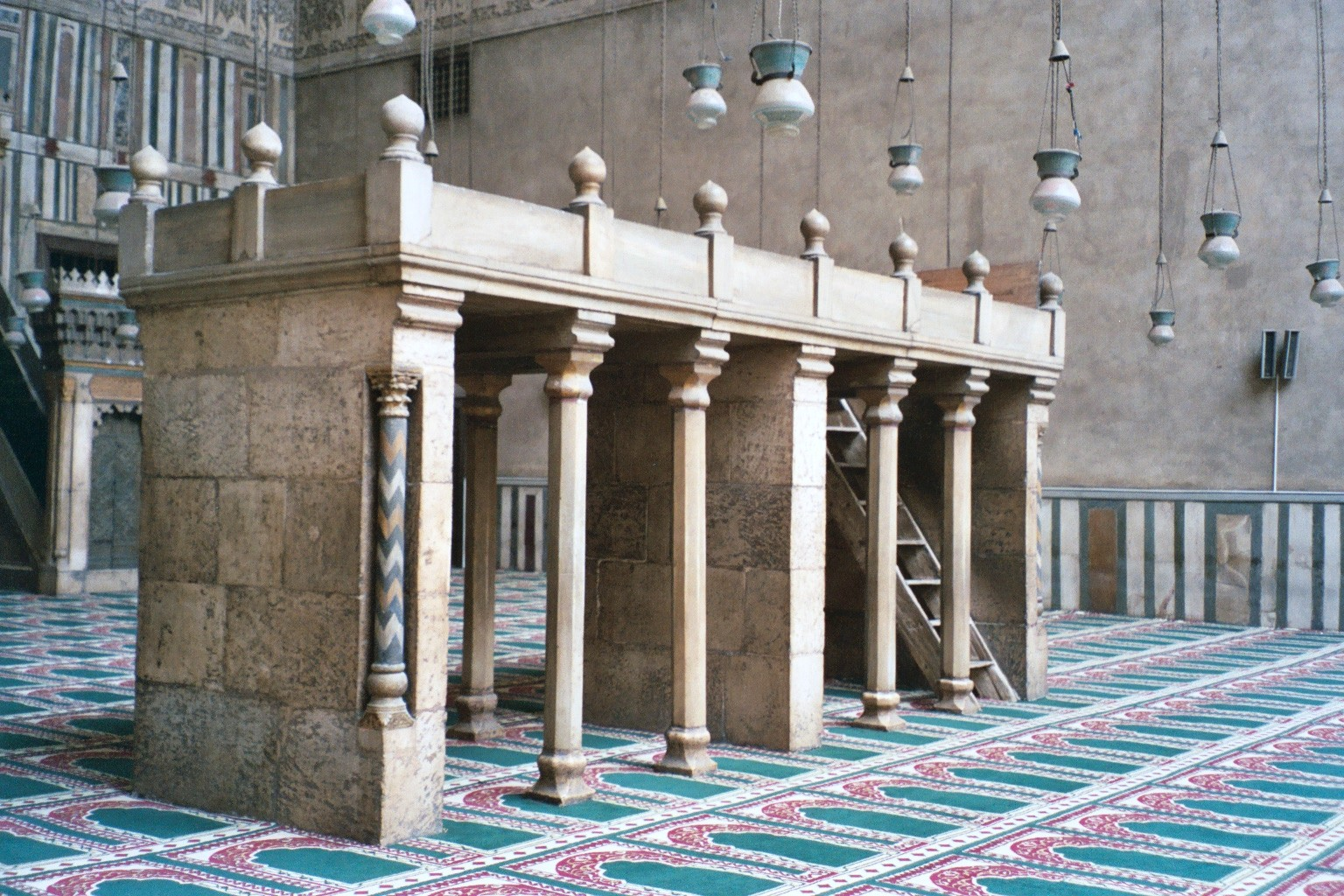
الدكة في جامع السلطان حسن بالقاهرة

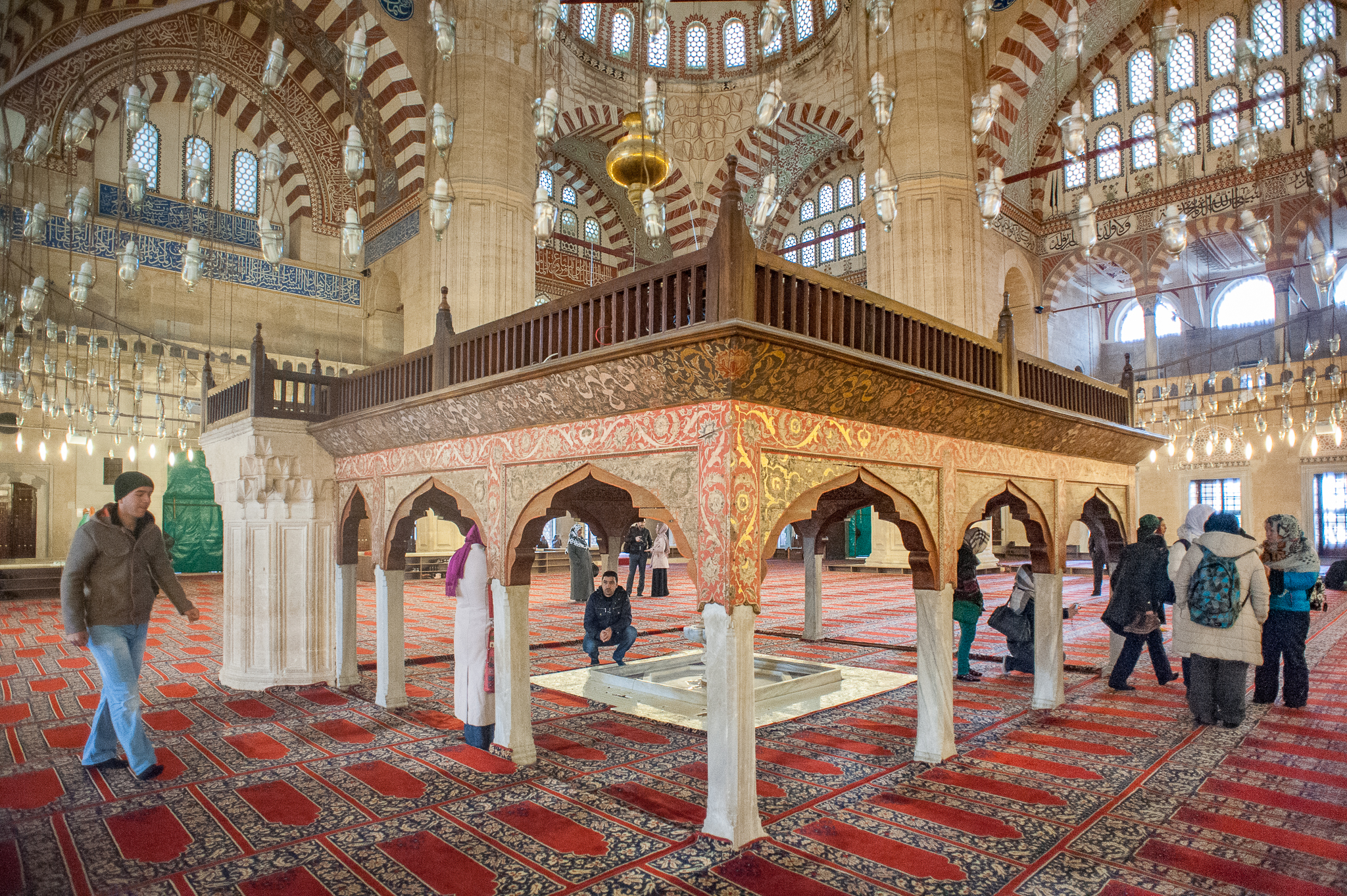
مؤذن محفلي في مسجد السليمية في أدرنة ، تركيا

الدكة أو المكبرية والمعروف أيضًا في اللغة التركية باسم المؤذن المحفلي، هو منصة مرتفعة أو منبر في المسجد يُقرأ منه القرآن الكريم، حيث يهتف المؤذن أو يكرر استجابة لصلوات الإمام. ويستخدمه المؤذن أيضًا لترديد النداء الثاني للصلاة ( الإقامة)، مما ينبه المصلين إلى أن الصلاة على وشك أن تبدأ. في المناسبات الخاصة أو الأمسيات، مثل شهر رمضان، يستخدمه قارئو القرآن الكريم لتلاوة أجزاء من القرآن الكريم. وتعرف أيضًا بالمكبرية في المسجد النبوي بالمدينة المنورة.
لا توجد هذه الميزة في جميع المساجد، ولكنها غالبًا ما توجد في المساجد الكبيرة حيث يصعب على المصلين البعيدين عن المحراب سماع الإمام. ترتفع منصة الدكة على أعمدة، ويمكن أن تكون عبارة عن هيكل مستقل بالقرب من منتصف قاعة الصلاة أو شرفة تقع مقابل عمود أو جدار مقابل المنبر. وقد اعتاد المعماريون المسلمون رفعها على ثمانية أعمدة، وذلك اقتداءً بالآية الكريمة: ﴿وَيَحْمِلُ عَرْشَ رَبِّكَ فَوْقَهُمْ يَوْمَئِذٍ ثَمَانِيَةٌ﴾ 